# أوكتافيو ريبيرو
راوول أوكتافيو ريبيرو (بالإسبانية: Raúl Octavio Rivero) (24 يناير 1992 في الأوروغواي - ) هو لاعب كرة قدم إسباني وأوروغواني في مركز الهجوم. شارك مع منتخب الأوروغواي تحت 17 سنة لكرة القدم. أما مع النوادي، فقد لعب مع فانكوفر وايتكابس ونادي أوهيجينس ونادي رينتيستاس وسنترال إسبانيول.

## وصلات خارجية
- اوكتافيو ريبيرو على موقع الدوري الأمريكي (الإنجليزية)
- اوكتافيو ريبيرو على موقع قاعدة بيانات كرة القدم.إي يو (الإنجليزية)
- اوكتافيو ريبيرو على موقع Soccerbase.com (لاعب) (الإنجليزية)
- اوكتافيو ريبيرو على موقع Soccerway.com (الإنجليزية)
- اوكتافيو ريبيرو على موقع عالم كرة القدم.نت (الإنجليزية)
- اوكتافيو ريبيرو على موقع AS.com (الإسبانية)